# Каникулы господина Юло
«Каникулы господина Юло» (фр. Les Vacances De M. Hulot) — французская кинокомедия. Приз МКФ и национальные кинопремии.

## Сюжет
Господин Юло, неловкий, но добрый человек, приезжает в отпуск в небольшой курортный посёлок на берегу моря. Там ему предстоит познакомиться с очаровательной девушкой и пережить множество забавных приключений.

## В ролях
- Жак Тати — господин Юло
- Луи Перро — Фред
- Андре Дюбуа — командир
- Натали Паско — Мартина
- Мишлен Ролла — тётя